# Malachias (Heiliger)

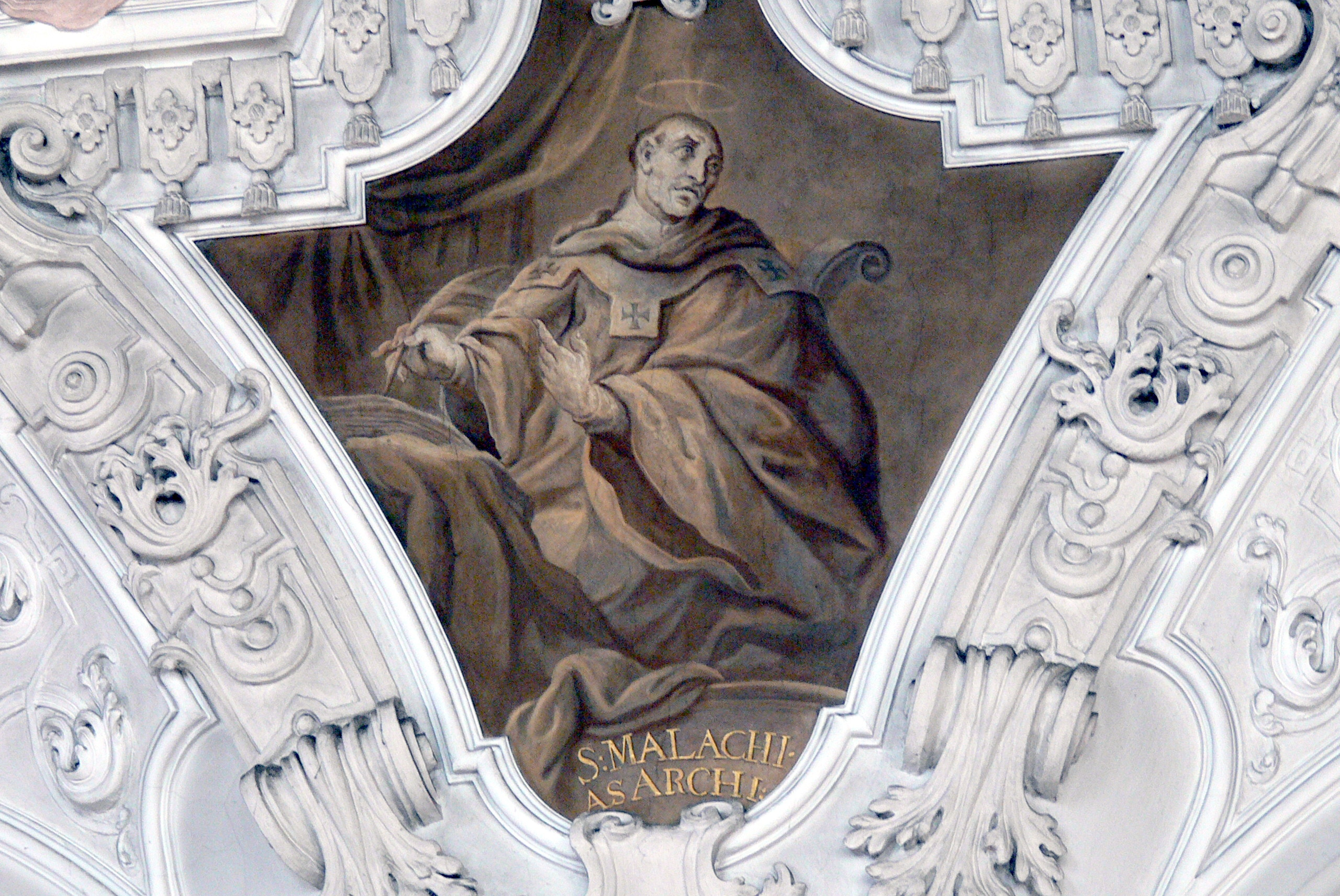
Heiliger Malachias (1724), Klosterkirche Metten, Niederbayern

Malachias (irisch Maoileachlainn, englisch Malachy; * 1094/95 wahrscheinlich in Armagh; † 2. November 1148 in Clairvaux, geboren als Máel Máedoc Ua Morgair oder Maelmhaedhoc Ó Morgair), genannt auch Malachias von Armagh, war ein irischer Priester, Abt und Erzbischof von Armagh. Mit seinem Namen werden Weissagungen in Verbindung gebracht, wobei jedoch sehr zweifelhaft ist, ob diese von ihm stammen. Innerhalb der katholischen Kirche wird er als Heiliger verehrt. Sein Gedenktag ist der 3. November.
Fast alles, was heute über Malachias bekannt ist, ist der Hagiographie des Bernhard von Clairvaux zu verdanken, der damit den Grundstein für die Heiligsprechung von Malachias durch Papst Clemens III. am 6. Juli 1190 legte. Malachias’ Bedeutung liegt darin, dass er in einer Zeit des Umbruchs in Irland als Erzbischof von Armagh eine Reform in Gang setzte, die zum großen Teil durch Klöster verwirklicht wurde. Er eröffnete den Augustinern, dem Orden von Savigny und insbesondere dem Zisterzienserorden den Weg nach Irland.

## Geburt und Jugend
Bernhard von Clairvaux zufolge ist Malachias in Armagh aufgewachsen. Sein Geburtsort wird ebenfalls in Armagh oder Umgebung vermutet. Da Malachias zum Zeitpunkt seines Todes 53 Jahre alt war, ergibt sich als Geburtsjahr 1094 oder 1095. Sein Vater war Mugrón Ua Morgair, der in den Annalen von Ulster als Leiter der Schule von Armagh genannt wird. Neben seinem Vater fand er in seiner Jugend einen wichtigen Lehrer in Imar Ua h-Aedacháin, der zu dieser Zeit als Abt der Abtei der Heiligen Peter und Paul in Armagh ein asketisches Leben führte. Malachias wurde über ihn mit dem Erzbischof Cellach Mac Aodh bekannt, der ihn 1117 oder 1118 zum Diakon weihte. Mit 25 Jahren (also etwa im Jahr 1119) wurde Malachias zum Priester geweiht.

## Frühe Jahre als Reformer
Kurz nach der Priesterweihe wurde Malachias von Cellach zum Generalvikar ernannt und mit der Erneuerung seiner Diözese beauftragt, während Erzbischof Cellach selbst 1120 seine zweite Reise nach Munster antrat. Malachias nutzte diese Gelegenheit, um die römische Liturgie in Irland einzuführen und die Beichte zu fördern. Nach der Rückkehr von Erzbischof Cellach reiste Malachias zu Malchus (Máel Ísu Ua hAinmere), dem Bischof der Diözesen von Lismore und Waterford. Nach dem Tode des Laienabtes Oenghus Ua Gorman von Bangor im Jahr 1123 wurde durch den Einfluss von Erzbischof Cellach und Imar Ua h-Aedacháin Malachias als neuer Abt berufen. Malachias verzichtete dabei auf den umfangreichen zugehörigen Landbesitz und baute die durch die Überfälle der Wikinger zerstörte Abtei Bangor wieder auf. Nach Angaben seines Biographen Ailbe Luddy ist davon auszugehen, dass Malachias die Regel des heiligen Comgall, des Gründungsabtes von Bangor, dort eingeführt hat.

## Die inLignum Vitaedem Malachias zugeschriebene Papstweissagung
Dem heiligen Malachias, der als Erzbischof eine Frau, die ohne letzte Ölung gestorben war, zum Leben wiedererweckt haben soll, wurde in einem 1595 von einem Belgier namens Arnold Wion veröffentlichten Werk Lignum Vitae eine Papstweissagung aus 112 kurzen Sinnsprüchen über alle Päpste von Coelestin II. (1143–1144) bis zum Ende des Papsttums zugeschrieben. Es gilt jedoch als absolut sicher, dass diese nicht von ihm stammen kann, und als sehr wahrscheinlich, dass der heilige Philipp Neri der Urheber ihrer letzten 41 wirklich prophetischen Sinnsprüche ist, während die ersten 71 Sinnsprüche eine Fälschung sind, die dazu dienen sollte, mittels bereits erfolgter exakter Teilerfüllung die Aufmerksamkeit der Öffentlichkeit auf diese Prophetie zu lenken.